# Birger von Cotta-Schønberg
Birger von Cotta Schønberg (født 3. februar 1889 i København, død 11. februar 1958 på Frederiksberg) var en dansk skuespiller.
Han filmdebuterede hos Nordisk Film i 1908 som Pierrot i stumfilmen Pierrot og Pierette (hans kone Clara Nebelong spillede Pierette) og medvirkede derefter i et mindre antal film for Frans Lundberg i Malmø. Fra 1911 medvirkede han igen i Nordisk Films produktioner, hvor det blev til omkring 70 stumfilm til 1918. På trods af et stort talent alligevel oftest kun med i mindre roller. Derudover indspillede han omkring syv film for Kinografen og var filminstruktør for det tyske filmselskab Universum Film. Hans måske mest blændende præstation var i filmen Evangeliemandens Liv (1915), hvor han spillede en af hovedrollerne.
I 1936 instruerede han kortfilmen Lotusblomsten, og i 1938 skrev han manuskript til og instruerede I Folkets Navn – en propagandafilm for Socialdemokratiet.
I 1947 blev han ved Byretten idømt tre års fængsel og tillidstab i fem år for at have fremmet tyske interesser under 2. verdenskrig. Han havde skrevet rosende artikler om bl.a. Frikorps Danmark, Quisling og det tyske luftvåben. Senere gav han sig af med alternativ helbredelse og slog sig ned som "klog mand" på Frederiksberg.
Birger von Cotta Schønberg var gift med skuespillerinde Clara Nebelong (1881-1943) og var onkel til skuespilleren Ib Schønberg. Farfar til Michael Cotta-Schønberg.

## Filmografi
| - Pierrot og Pierette (som Pierrot; ukendt instruktør, 1908) - Massösens offer (instruktør Alfred Lind, 1910; svensk produktion) - Ungdommens Ret (instruktør August Blom, 1911) - Vampyrdanserinden (instruktør August Blom, 1912) - Mellem Storbyens Artister (instruktør Eduard Schnedler-Sørensen, 1912) - Manegens Stjerne (instruktør Leo Tscherning, 1912) - Et Hjerte af Guld (instruktør August Blom, 1912) - Strandingen i Vesterhavet (som Grev Seberg; instruktør Eduard Schnedler-Sørensen, 1912) - Under Blinkfyrets Straaler (instruktør Robert Dinesen, 1913) - Chatollets Hemmelighed (instruktør Hjalmar Davidsen, 1913) - Elskovs Magt (instruktør August Blom, 1913) - Fra Fyrste til Knejpevært (instruktør Holger-Madsen, 1913) - Lykken svunden og genvunden (instruktør Hjalmar Davidsen, 1913) - Prinsesse Elena (instruktør Holger-Madsen, 1913) - Staalkongens Villie (instruktør Holger-Madsen, 1913) - Troskabsvædsken (instruktør Sofus Wolder, 1913) - Privatdetektivens Offer (instruktør Sofus Wolder, 1913) - Giftslangen (instruktør Hjalmar Davidsen, 1913) - Lykkens lunefulde Spil (instruktør Sofus Wolder, 1913) - Livets Blændværk (instruktør Eduard Schnedler-Sørensen, 1913) - De Nygifte (instruktør Sofus Wolder, 1913) - Kæmpedamens Bortførelse (instruktør Sofus Wolder, 1913) - Den gamle Majors Ungdomskærlighed (instruktør Axel Breidahl, 1913) - Fem Kopier (instruktør August Blom, 1913) - En farlig Forbryderske (instruktør Eduard Schnedler-Sørensen, 1913) - Højt Spil (instruktør August Blom, 1913) - Pressens Magt (instruktør August Blom, 1913) | - Scenen og Livet (instruktør Robert Dinesen, 1913) - Skæbnens Veje (instruktør Holger-Madsen, 1913) - De røvede Kanontegninger (instruktør A.W. Sandberg, 1914) - Elskovsleg (instruktør Holger-Madsen, instruktør August Blom, 1914) - Expressens Mysterium (instruktør Hjalmar Davidsen, 1914) - Helvedesmaskinen (instruktør Robert Dinesen, 1914) - Stemmeretskvinden (instruktør Eduard Schnedler-Sørensen, 1914) - Stop Tyven (instruktør Sofus Wolder, 1914) - Hægt mig i Ryggen (instruktør Sofus Wolder, 1914) - Søvngængersken (instruktør Holger-Madsen, 1914) - Inderpigen (instruktør Robert Dinesen, 1914) - En Udskejelse (instruktør Eduard Schnedler-Sørensen, 1914) - Karnevalsdjævelen (instruktør Sofus Wolder, 1914) - Grev Zarkas Bande (instruktør Eduard Schnedler-Sørensen, 1914) - I Kammerherrens Klæder (instruktør Sofus Wolder, 1914) - Den kulørte Slavehandler (instruktør Lau Lauritzen Sr., 1914) - Gar el Hama III (instruktør Robert Dinesen, 1914) - Fædrenes Synd (instruktør August Blom, 1914) - Skyldig? - ikke skyldig? (instruktør Karl Ludwig Schröder, 1914) - Moderen (instruktør Robert Dinesen, 1914) - Grev Dahlborgs Hemmelighed (instruktør Eduard Schnedler-Sørensen, 1914) - Den mystiske Fremmede (instruktør Holger-Madsen, 1914) - Tugthusfange No. 97 (instruktør August Blom, 1914) - Detektivens Barnepige (instruktør Hjalmar Davidsen, 1914) - Under Skæbnens Hjul (instruktør Holger-Madsen, 1914) - Ned med Vaabnene! (som Konrad, Marthas og Rosas fætter; instruktør Holger-Madsen, 1915) - Zirli (som Gaston, grevens søn; ukendt instruktør, 1915) | - Zigøjnerblod (som Lasca, Fredos søn; instruktør Robert Dinesen, 1915) - Tre om Een (instruktør Lau Lauritzen Sr., 1915) - Den farlige Haand (som Dick, Nicholsons medhjælper; ukendt instruktør, 1915) - Billedhuggeren (som Helge Vinge, billedhugger, Jaspers ven; ukendt instruktør, 1915) - Et Justitsmord (som John Blankfort; ukendt instruktør, 1915) - Kærlighedens Triumf (instruktør Holger-Madsen, 1915) - For Lykke og Ære (instruktør Robert Dinesen, 1915) - Guldkalven (instruktør Hjalmar Davidsen, 1915) - Revolutionsbryllup (instruktør August Blom, 1915) - Manden med de ni Fingre I (som George Warren, Jacksons medhjælper; instruktør A.W. Sandberg, 1915) - Evangeliemandens Liv (som Billy Sanders; instruktør Holger-Madsen, 1915) - Nattens Gaade (som Herbert Verez, journalist; ukendt instruktør, 1915) - Lotte vil paa Landet (som lommetyven; instruktør Henry Berény, 1915) - Midnatssolen (instruktør Robert Dinesen, 1916) - Udenfor Loven (som Fernandez, don Guerres nevø; ukendt instruktør, 1916) - Gloria (instruktør Laurids Skands, 1916) - Prinsessens Hjerte (som Kronprins Nicolai; instruktør Hjalmar Davidsen, 1916) - Himmelskibet (som Orientalsk medrejsende i Excelsior; instruktør Holger-Madsen, 1918) - Dykkerklokkens Hemmelighed (som Costa, Carras' søn; instruktør George Schnéevoigt, 1918) - Glædens Dag (som Johannes Wolfgang, Jonas' søn; instruktør Alexander Christian, 1918) - Blomsterpigens Hævn (som Güllich, musiker; instruktør Hjalmar Davidsen, 1918) - Gillekop (instruktør August Blom, 1919) - Krigsmillionæren (som Axel, Jette Becks søn; instruktør Emanuel Gregers, 1919) - En Skuespillers Kærlighed (instruktør Martinius Nielsen, 1920) - Har jeg Ret til at tage mit eget Liv? (instruktør Holger-Madsen, 1920) - Kærlighedsdigteren (instruktør Lau Lauritzen Sr.) |

## Som instruktør
- Lotusblomsten (1936)
- I Folkets Navn (1938)

## Som manuskriptforfatter
- Det Største i Verden (instruktør Holger-Madsen, 1921)
- Byens Herkules (instruktør Lau Lauritzen Sr., 1919)
- I Folkets Navn (egen instruktion; 1938)